# Pilot Pen Tennis 2010
Il Pilot Pen Tennis 2010 è stato un torneo di tennis giocato sul cemento. È stata la 30ª edizione del Pilot Pen Tennis, che fa parte della categoria ATP World Tour 250 series nell'ambito dell'ATP World Tour 2010, e 43ª femminile, della categoria Premier nell'ambito del WTA Tour 2010. Il torneo si è giocato al Cullman-Heyman Tennis Center di New Haven nel Connecticut negli USA, dal 23 al 29 agosto 2010, le qualificazioni il 21 e il 22 agosto 2010. È stato il penultimo appuntamento delle US Open Series 2010 seguito dagli US Open 2010.

## Partecipanti ATP

### Teste di serie
| Nazionalità | Giocatore            | Ranking* | Testa di serie |
| ----------- | -------------------- | -------- | -------------- |
| Cipro       | Marcos Baghdatis     | 20       | 1              |
| Stati Uniti | Sam Querrey          | 21       | 2              |
| Brasile     | Thomaz Bellucci      | 25       | 3              |
| Cile        | Fernando González    | 29       | 4              |
| Stati Uniti | Mardy Fish           | 36       | 5              |
| Spagna      | Tommy Robredo        | 39       | 6              |
| Francia     | Richard Gasquet      | 41       | 7              |
| Ucraina     | Aleksandr Dolhopolov | 43       | 8              |

* Ranking al 16 agosto 2010.

### Altri partecipanti
Giocatori che hanno ricevuto una Wild card:
- James Blake
- Taylor Dent
- Fernando González
- Donald Young

Giocatori passati dalle qualificazioni:

- Philip Bester
- Dustin Brown
- Tejmuraz Gabašvili
- Michail Kukuškin
- Radek Štěpánek (lucky loser)

## Partecipanti WTA

### Teste di serie
| Nazionalità | Giocatrice               | Ranking* | Testa di serie |
| ----------- | ------------------------ | -------- | -------------- |
| Danimarca   | Caroline Wozniacki       | 2        | 1              |
| Australia   | Samantha Stosur          | 6        | 2              |
| Italia      | Francesca Schiavone      | 7        | 3              |
| Russia      | Elena Dement'eva         | 8        | 4              |
| Belgio      | Yanina Wickmayer         | 15       | 5              |
| Francia     | Marion Bartoli           | 17       | 6              |
| Italia      | Flavia Pennetta          | 20       | 7              |
| Russia      | Anastasija Pavljučenkova | 22       | 8              |

* Ranking al 16 agosto 2010.

### Altre partecipanti
Giocatrici che hanno ricevuto una Wild card:
- Elena Dement'eva
- Ana Ivanović
- Dinara Safina
- Samantha Stosur

Giocatrici passati dalle qualificazioni:

- Varvara Lepchenko
- Bethanie Mattek-Sands
- Anastasija Rodionova
- Elena Vesnina
- Dominika Cibulková (lucky loser)

## Campioni

### Singolare maschile
Serhij Stachovs'kyj ha battuto in finale  Denis Istomin con il punteggio di 3–6, 6–3, 6–4.
- È stato il 2º titolo dell'anno per Stakhovsky, il 4° della sua carriera.

### Singolare femminile
Caroline Wozniacki def.  Nadia Petrova con il punteggio di 6–3, 3–6, 6–3.
- È stato il 4º titolo dell'anno per Caroline Wozniacki, il 10° della sua carriera. È il 3º titolo consecutivo conquistato in questo torneo che ha vinto già nel 2008 e nel 2009.

### Doppio maschile
Robert Lindstedt /  Horia Tecău hanno battuto in finale  Rohan Bopanna /  Aisam-ul-Haq Qureshi con il punteggio di 6–4, 7–5.

### Doppio femminile
Květa Peschke /  Katarina Srebotnik hanno battuto in finale  Bethanie Mattek-Sands /  Meghann Shaughnessy con il punteggio di 7–5, 6–0.